# Croix du Souvenir de guerre
La Croix du Souvenir de guerre (en néerlandais : Oorlogsherinneringskruis) est une décoration militaire néerlandaise destinée à distinguer des personnes (civiles et militaires) ayant servi le royaume des Pays-Bas durant la Seconde Guerre mondiale.

## Histoire
Instaurée par le décret royal no 6 du 16 mars 1944, la Croix du Souvenir de guerre a remplacé une décoration de 1877 attribuée aux militaires pour certaines actions armées ponctuelles. La nouvelle récompense s'étend à toute la période de la Seconde Guerre mondiale et élargie son éligibilité à toute personne ayant servi contre les forces de l'Axe au sein des forces armées mais aussi dans le soutien de l'effort de guerre. La médaille a été attribuée à des soldats en service dans l'armée néerlandaise ainsi qu'à des militaires alliés. Elle a également été décernée à des personnes civiles servant notamment à bord de navires marchands et dans l'aviation civile. 

## Description
À sa création, la médaille reprend le design de la médaille de 1877 qu'elle remplace. Le 10 juin 1947, un arrêté royal la modifie pour lui donner son aspect actuel. La Croix du Souvenir de guerre est une croix en bronze surmontée d'un médaillon ovale. Ce dernier porte sur l'avers l'effigie de la reine Wilhelmine entourée de l'inscription "Voor Krijgenrichtingen" ("Pour les opérations de guerre"). La bordure du médaillon est une couronne de chêne. Chacun des quatre bras de la croix porte le monogramme "W" de la reine. L'avers est plat et porte l'inscription "Kon.-Begeer Voorschoten F.S.INV." désignant le fabricant "Koninklijke Begeer") et le concepteur (Frans Smits) de la médaille. Le ruban, de 41 millimètres de large, est constitué d'une bande verticale centrale orange de 27 millimètre bordée de deux bandes vertes de 7 millimètres.
Des agrafes indiquant le théâtre d'opération ou le domaine d'engagement ayant valu l'attribution de la distinction peuvent être portées sur le ruban :
- Agrafes pour opérations militaire générales :
  - "Krijg Ter Zee 1940-1945" (guerre en mer)
  - "Krijg Ter Land 1940-1945" (guerre terrestre)
  - "Oorlogsvluchten 1940-1945" (guerre aérienne)
  - "Oorlogsdienst-Koopvaardij 1940-1945" (services de guerre dans la marine marchande)
  - "Oorlogsdienst-Visserij 1940-1945" (services de guerre dans la marine de pêche)

- Agrafes pour opérations militaires spéciales :
  - "Nederlandsch-Indië 1941-1942" (Indes néerlandaises)
  - "Javazee 1941-1942" (Mer de Java)
  - "Noord-Afrika-Italië 1942-1944"
  - "Middellandse zee 1940-1945" (Mer Méditerranée)
  - "Arnhem-Nijmegen-Walcheren 1944"
  - "Normandië 1944"
  - "Oost-Azië-Zuid-Pacific 1942-1945" (Asie orientale et Pacifique-sud)

Le ruban ne peut porter qu'une seule agrafe pour opérations générales mais plusieurs pour opérations spéciales. Lorsque la médaille est portée en barrette, chaque agrafe portée est représentée par une étoile à huit branches. Le nombre d'étoile est cependant limité à quatre.

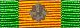
Barrette avec une étoile
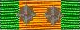
Barrette avec deux étoiles
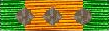
Barrette avec trois étoiles
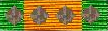
Barrette avec quatre étoiles

## Récipiendaires notables
- Antonin Betbèze
- Erik Hazelhoff Roelfzema
- Piet de Jong
- Olav V
- Bram van der Stok
- Jelle Zijlstra